# Kit Turnbull
Kit Turnbull (Londen, ?) is een Brits componist en muziekpedagoog.

## Levensloop
Turnbull studeerde compositie bij Martin Ellerby aan het London College of Music te Londen. Nadat hij afgestudeerd was, werd hij docent voor compositie en HaFa-directie aan zijn Alma Mater, het London College of Music. Eveneens was hij docent voor compositie en harmonieleer bij de Royal Air Force Music Services. Tot zijn leerlingen behoren onder anderen Adam de la Cour, Naomi Young en Tom Potten.
Als componist schrijft hij voor orkest, harmonieorkest en brassband, maar hij heeft ook faam als componist van kamermuziek en pedagogische werken. Zo kreeg hij in 1998 een onderscheiding met een zilveren medaille van de Company of Musicians. Voor het openingsconcert van de Londense Millennium Dome schreef hij werken. Turnbull is een veelgevraagd jurylid bij nationale concertwedstrijden.

## Composities

### Werken voor orkest
- 2000 Wait of Expectation, voor jeugdorkest

### Werken voor harmonieorkest en brassband
- 1997 Cryptogram, voor harmonieorkest
- 1998 Time Lines, voor brassband (of harmonieorkest)
- 1999 African Dances, voor klarinet solo en harmonieorkest
- 2000 Call to Arms, voor harmonieorkest
- 2000-2001 Cossack, voor brassband
- 2001 A Hertfordshire Fanfare, voor brassband en trompetten en trombones buiten het podium (voor de openingsceremonie van het Hertfordshire Music Service Gala Concert 2001)
- 2001 In the Realm of the Sun God, voor brassband
- 2001 The Rychemount Chronicles, voor harmonieorkest
  1. Arrival of an Emperor
  2. A Dance With the Duke
  3. The Queen's Garden
  4. By River, to Whitehal
- 2002 Firestorm, voor brassband
- 2003 Hemispheres, voor brassband
- 2003 The Eagle and the Serpent, voor harmonieorkest
  1. The God of Sun and War (Huitzilopochtli)
  2. God of the Morning and Evening Star (Quetzalcoatl)
  3. The Water Goddess (Chalchuitlicu)
  4. The Rain God (Tlaloc)
- 2003 Valediction, voor harmonieorkest
- 2003-2004 In the Realm of the Sun God, voor harmonieorkest
  1. At dead of night
  2. The ascension of the sun god
  3. Rite of sacrifice
  4. The rebirth of the sun god
- 2007 Timelines, voor harmonieorkest
- 2008 Mosaic, voor harmonieorkest
  1. Presto con fuoco
  2. Religioso
  3. Allegro con bravura

### Kamermuziek
- 1997 Pipeworks, voor klarinetkwartet
- 1998 Out of Time, voor piccolo (ook dwarsfluit en altfluit), hobo (ook: althobo), klarinet, trompet en piano
- 2001 Tetrasemic Interventions, voor dwarsfluit, trompet, saxofoonkwartet (SATB) en twee slagwerkers
- 2002 Nightwalker, voor klarinet en piano
- A Castle Fanfare, voor koperensemble
- Oscillation, voor klarinet en computer
- Step by step, voor koperensemble
- The Millstream, voor koperensemble
- 1998 Valediction, voor koperensemble

### Filmmuziek
- Blackadder Back and Forth